# Chhata
Chhata là một thị xã và là một nagar panchayat của quận Mathura thuộc bang Uttar Pradesh, Ấn Độ.

## Địa lý
Chhata có vị trí 27°43′B 77°30′Đ / 27,72°B 77,5°Đ Nó có độ cao trung bình là 186 mét (610 foot).

## Nhân khẩu
Theo điều tra dân số năm 2001 của Ấn Độ, Chhata có dân số 19.836 người. Phái nam chiếm 54% tổng số dân và phái nữ chiếm 46%. Chhata có tỷ lệ 51% biết đọc biết viết, thấp hơn tỷ lệ trung bình toàn quốc là 59,5%: tỷ lệ cho phái nam là 63%, và tỷ lệ cho phái nữ là 37%. Tại Chhata, 19% dân số nhỏ hơn 6 tuổi.